# خطای پزشکی
خطای پزشکی ترجمه تحت‌اللفظی و گرته برداری از معادل انگلیسی آن Medical error می‌باشد. در واقع ناشی از مشکلات درمان زاد است که در هر مرحله از بیماری به موجب نقص در اقدامات یا تجهیزات درمانی اتفاق می‌افتد. این خطا که در اغلب موارد غیرعمد است یک عارضه قابل پیشگیری، اما غیرقابل اجتناب، ناشی از درمان است که ممکن است برای بیمار آشکارا مضر باشد یا نباشد. این ممکن است شامل تشخیص و درمان غیر دقیق یا ناکامل بیماری، عدم مراقبت صحیح از بیمار، مصدومیت، نشانگان، رفتار، عفونت و سایر عوارض باشد. در سال ۲۰۱۳ تعداد بیمارانی که جان خود را در سرتاسر جهان بر اثر خطای پزشکی از دست دادند حدود ۱۴۲ هزار نفر تخمین زده شود، در حالی که این تعداد در سال ۱۹۹۰ برابر ۹۴۰۰۰ نفر بود. با این حال، یک مطالعه که در سال ۲۰۱۶ در آمریکا انجام شد مرگ و میر ناشی از خطای پزشکی در ایالات متحده به تنهایی برابر ۲۵۱۴۵۴ نفر اعلام شد که این بیانگر عدم صحت برآورد جهانی تعداد مرگ و میر بر اثر خطای پزشکی در سال ۲۰۱۳ است. مطالعه‌ای که در سال ۲۰۱۶ منتشر شد نشان داد که خطای پزشکی سومین علت اصلی مرگ و میر در ایالات متحده پس از بیماری‌های قلبی و سرطان است. محققان با بررسی داده‌های مربوط به میزان مرگ و میر پزشکی از سال۲۰۰۰ تا ۲۰۰۸ برآورد کردند که بیش از ۲۵۰ هزار مرگ در سال ناشی از خطای پزشکی بوده‌است که این رقم برابر است با ۹/۵ درصد از کل مرگ و میرهای سالانه در ایالات متحده.

## رسیدگی به شکایات از خطاهایپزشکیدر ایران
در ایران مراجع رسیدگی کننده به تظلم خواهی اشخاص نسبت به آسیب‌های ناشی از خطاهای پزشکی به دو دسته تقسیم می‌شوند.
1. مراجع قضایی: مانند دادسرای ویژه جرایم پزشکی، شعبات تخصصی رسیدگی کننده به این نوع از جرایم و شورای حل اختلاف ویژه جرایم پزشکی
2. مراجع انتظامی: که کار رسیدگی به این دست تخلفات را از منظر صنفی بر عهده دارند که نهاد رسیدگی کننده به این قبیل تظلم‌خواهی‌ها شوراهای انتظامی واقع در سازمان نظام پزشکی هستند.